# (950) Ahrensa
(950) Ahrensa ist ein Asteroid des Hauptgürtels, der am 1. April 1921 von dem deutschen Astronomen Karl Wilhelm Reinmuth an der Landessternwarte Heidelberg-Königstuhl der Universität Heidelberg entdeckt wurde.
Der Name des Asteroiden ist abgeleitet von der mit dem Entdecker befreundeten Familie Ahrens.